# Agrias pseudosardanapalus
Agrias pseudosardanapalus är en fjärilsart som beskrevs av Le Moult 1931. Agrias pseudosardanapalus ingår i släktet Agrias och familjen praktfjärilar. Inga underarter finns listade i Catalogue of Life.